# Narrème
Le narrème est l'unité narrative fondamentale du récit. Selon Helmut Bonheim (2000), le concept du narrème a été introduit par Eugène Dorfman et développé par Henri Wittmann. Le narrème est à la narratologie ce que le morphème est à la morphologie et le phonème à la phonologie. 
Dans l'optique d'une narratologie interprétative dans le cadre de l'approche Principes et Paramètres, toute narration est la projection d'un narrème N0, la tête narrative abstraite de la macrostructure narrative, où Nη domine immédiatement Nη-1, le tout constituant un algorithme narratif  (Wittmann 1995).  L'étude des algorithmes narratifs possibles et de leurs variantes est l'objet de la narratologie.